# Caroline Stenbom Johansson
Caroline Stenbom Johansson, född 13 mars 1964 är en svensk volleyboll- och beachvolleyspelare. Hon spelade 95 landskamper i inomhusvolleyboll, vilket gör henne till en av svensk damvolleybolls mer meriterade spelare. På klubbnivå spelade hon med Uppsala VBS med vilka hon tog SM-guld 1987/1988 och därigenom bröt Sollentuna VK:s lång mästerskapssvitt. I beachvolley tog hon SM-guld 1987 tillsammans med Laura Wessberg.